# Чемпіонат світу з художньої гімнастики 2005
Чемпіонат світу з художньої гімнастики 2005 пройшов з 3 по 10 жовтня в місті Баку, Азербайджан, у спортивному центрі імені Гейдара Алієва.

## Медалісти
| Дисципліна         | Золото                                                            | Срібло                                                  | Бронза                                                                    |
| Команда            | Команда                                                           | Команда                                                 | Команда                                                                   |
| ------------------ | ----------------------------------------------------------------- | ------------------------------------------------------- | ------------------------------------------------------------------------- |
| Командна першість  | Росія Ольга Капранова Вєра Сесіна Світлана Пунітцева Ірина Чащина | Україна Ганна Безсонова Наталія Годунко Ірина Ковальчук | Білорусь Інна Жукова Валерія Курильська Світлана Рудалова Любов Черкашина |
| Особиста першість  |                                                                   |                                                         |                                                                           |
| Абсолютна першість | Ольга Капранова (RUS)                                             | Ганна Безсонова (UKR)                                   | Ірина Чащина (RUS)                                                        |
| Вправа з скакалкою | Ольга Капранова (RUS)                                             | Ганна Безсонова (UKR)                                   | Ірина Чащина (RUS)                                                        |
| Вправа з м'ячем    | Ольга Капранова (RUS)                                             | Ганна Безсонова (UKR)                                   | Інна Жукова (BLR)                                                         |
| Вправа зі стрічкою | Вєра Сесіна (RUS)                                                 | Ганна Безсонова (UKR)                                   | Наталія Годунко (UKR)                                                     |
| Вправа з булавами  | Ольга Капранова (RUS)                                             | Ганна Безсонова (UKR)                                   | Ірина Чащина (RUS)                                                        |

## Медалісти (групові вправи)
| Дисципліна          | Золото         | Срібло         | Бронза         |
| Групові вправи      | Групові вправи | Групові вправи | Групові вправи |
| ------------------- | -------------- | -------------- | -------------- |
| Групова першість    | Росія          | Італія         | Білорусь       |
| 5 стрічок           | Болгарія       | Італія         | Росія          |
| 3 обручі + 2 булави | Італія         | Росія          | Білорусь       |

## Медальний залік
| Місце               | Країна              | Золото | Срібло | Бронза | Загалом |
| ------------------- | ------------------- | ------ | ------ | ------ | ------- |
| 1                   | Росія               | 7      | 1      | 4      | 12      |
| 2                   | Італія              | 1      | 2      | 0      | 3       |
| 3                   | Болгарія            | 1      | 0      | 0      | 1       |
| 4                   | Україна             | 0      | 6      | 1      | 7       |
| 5                   | Білорусь            | 0      | 0      | 4      | 4       |
| Загалом (5 збірних) | Загалом (5 збірних) | 9      | 9      | 9      | 27      |